# Cheng Ming
Cheng Ming (chiń. 程明; pinyin Chéng Míng; ur. 11 lutego 1986) – chińska łuczniczka, wicemistrzyni olimpijska (2012), trzykrotna srebrna medalistka igrzysk azjatyckich (2010, 2014). Startowała w konkurencji łuków klasycznych.